# Xyletobius scotti
Xyletobius scotti là một loài bọ cánh cứng thuộc họ Ptinidae.